# Ditshiping
Ditshiping è un villaggio del Botswana situato nel distretto Nordoccidentale, sottodistretto di Ngamiland Delta. Il villaggio, secondo il censimento del 2011, conta 139 abitanti.

## Località
Nel territorio del villaggio sono presenti le seguenti 10 località:
- 3rd Bridge di 33 abitanti,
- Boat Camp di 10 abitanti,
- Camp Moremi di 51 abitanti,
- Camp Okuti di 37 abitanti,
- Dibatana Camp di 14 abitanti,
- Gomoti Camp di 33 abitanti,
- Lion Research Camp,
- Moremi Safaris di 43 abitanti,
- Qomoqao,
- Xakanaka Wildlife Camp di 86 abitanti